# 滋賀県道514号飯浦大音線
滋賀県道514号飯浦大音線（しがけんどう514ごう はんのうらおおとせん）は、滋賀県長浜市を通る一般県道である。

## 概要
長浜市木之本町飯浦から長浜市木之本町大音に至る。
正式な路線名は「飯浦大音線」だが、標識では「飯之浦大音線」と表示されることもある。この県道は全線にわたって賤ヶ岳（しずがたけ）隧道を経由する旧国道8号である。
1970年（昭和45年）2月25日にバイパスとなる賤ヶ岳トンネルが開通し、1971年（昭和46年）3月24日に旧道としてこの県道が認定された。現道の賤ヶ岳トンネルで点検や工事が行われる際は迂回路として東行きの一方通行か片側交互通行になる。3.0 mの高さ制限があるが道路中央を走行することで大型車の通過も可能となっている。

### 路線データ
- 起点：長浜市木之本町飯浦（国道8号交点）
- 終点：長浜市木之本町大音（大音交差点、国道8号交点、滋賀県道44号木之本長浜線起点）
- 総延長：2.7 km

## 路線状況

### 道路施設

#### 橋梁
- 伊香具橋（余呉川、長浜市）

#### トンネル
- 賤ヶ岳（しずがたけ）隧道：延長382 m、1935年（昭和10年）竣工、長浜市

## 地理

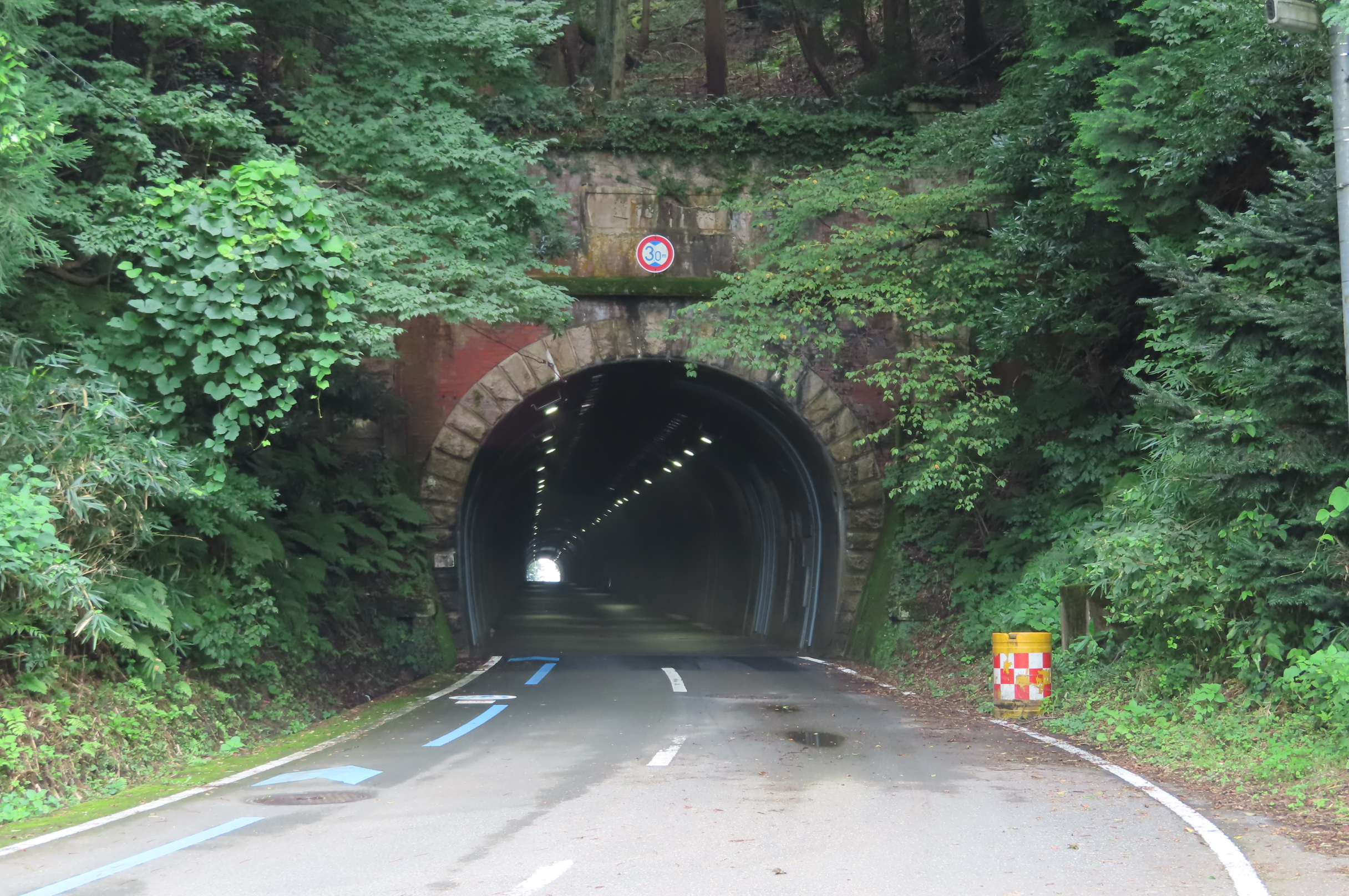
賤ヶ岳隧道

### 通過する自治体
- 長浜市

### 交差する道路
| 交差する道路                     | 交差する場所 | 交差する場所      |
| -------------------------------- | ------------ | ----------------- |
| 国道8号                          | 木之本町飯浦 | 起点              |
| 国道8号 滋賀県道44号木之本長浜線 | 木之本町大音 | 大音交差点 / 終点 |

### 沿線
- 清瀧大明神
- 粉掛地蔵
- 伊香具神社
- 長浜市立伊香具小学校、伊香具保育園

## ギャラリー

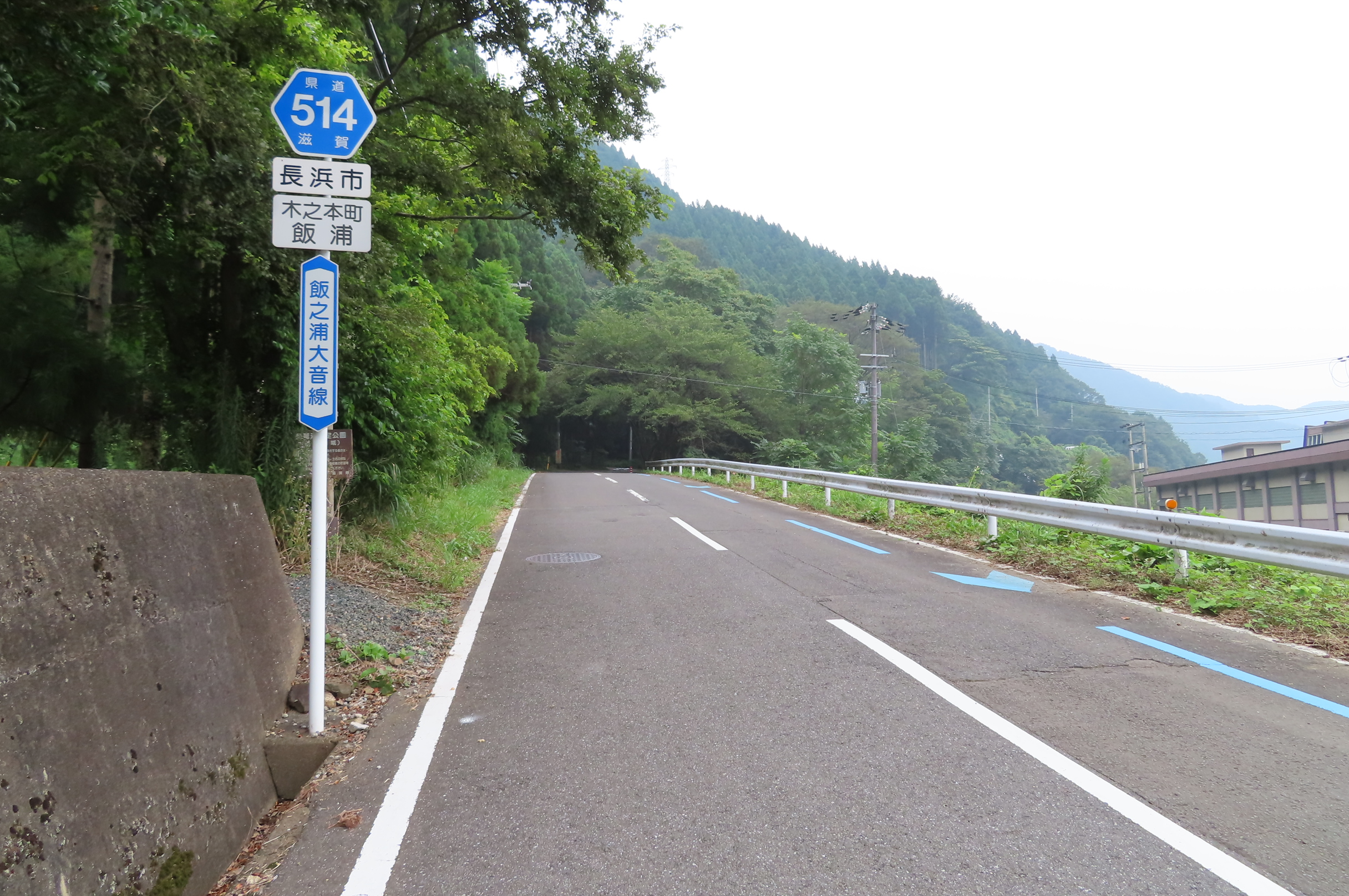
長浜市木之本町飯浦
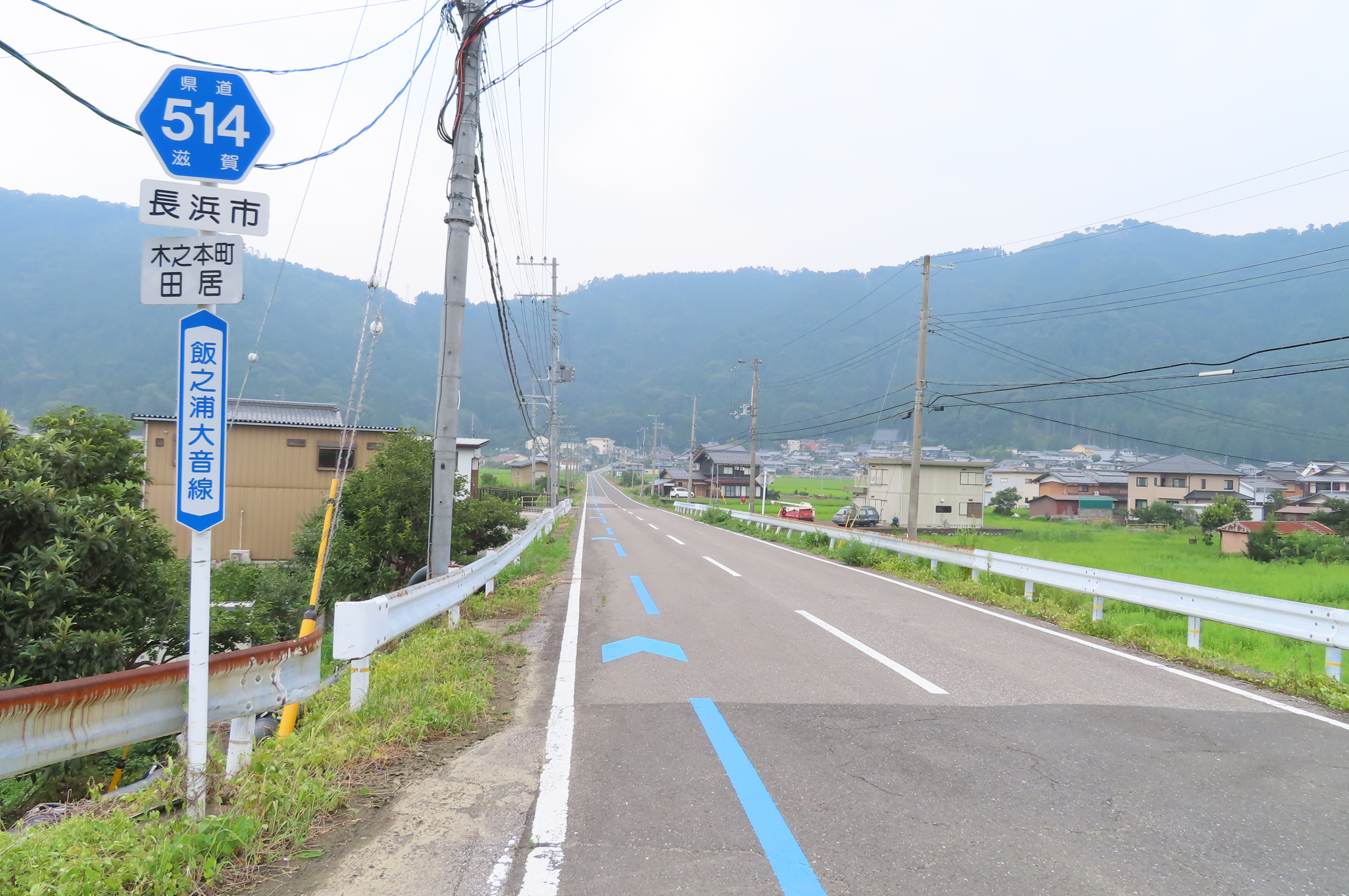
長浜市木之本町田居